# Harold Cherniss
Harold Fredrik Cherniss (Saint Joseph, 11 marzo 1904 – Princeton, 18 giugno 1987) è stato un filosofo e storico statunitense.
Considerato negli Stati Uniti uno dei principali esperti di Platone e Aristotele, Cherniss continua ad influire sullo studio della filosofia greca antica per diversi motivi:
- è ricordato come un campione dell'unità unitaria platonica, la tesi secondo cui i dialoghi di Platone presentano un sistema filosofico unico, coerente e immutabile;
- ha rivoluzionato lo studio della filosofia presocratica e stimolato le storie revisioniste dei primi inizi del pensiero europeo[1], dimostrando che le ampie relazioni di Aristotele erano spesso inaffidabili e distorte dai suoi obiettivi polemici;
- ha contestato, in opposizione della cosiddetta Scuola di Tubinga, la teoria che attribuisce a Platone la paternità di una filosofia esoterica, condizionando in questa direzione gli studi di lingua inglese e parte di quelli europei.